# コンゴーニャス

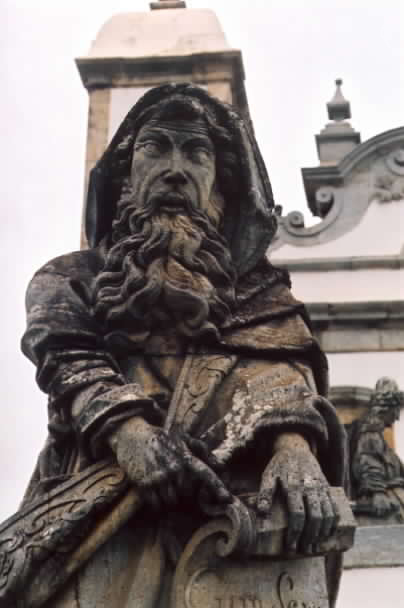
イザヤの彫像

コンゴーニャスないしコンゴーニャス・ド・カンポ（Congonhas do Campo）は、ブラジルのミナス・ジェライス州にある歴史的な町である。ミナス・ジェライス州の州都ベロ・オリゾンテ（Belo Horizonte）からは南に90 km のところにある。人口は約5万人である。

## 世界遺産
この町は、ボン・ジェズス・デ・マトジーニョス聖堂というバシリカ式教会堂と、それに関連する彫刻群で知られている。この聖堂は18世紀のポルトガル人の金鉱採掘師フェリシアーノ・メンデスの依頼で建てられたものである。この聖堂の特筆すべき主要な彫刻群は、「ブラジルのミケランジェロ」の異名を取った世界屈指のバロック様式の芸術家アレイジャディーニョの手になるものである。聖堂のファサード前の石段には、石鹸石に彫られた旧約聖書の預言者たちの像が12体並んでおり、これはアレイジャディーニョの最高傑作の一つに数えられている。
傑出した芸術的価値を持つ聖堂とその周りは、1985年に「ボン・ジェズス・ド・コンゴーニャスの聖域」（英語登録名の訳）ないし「コンゴーニャスにおけるボン・ジェズスの聖域」（仏語登録名の訳）の名で、ユネスコの世界遺産に登録された。

### 登録基準

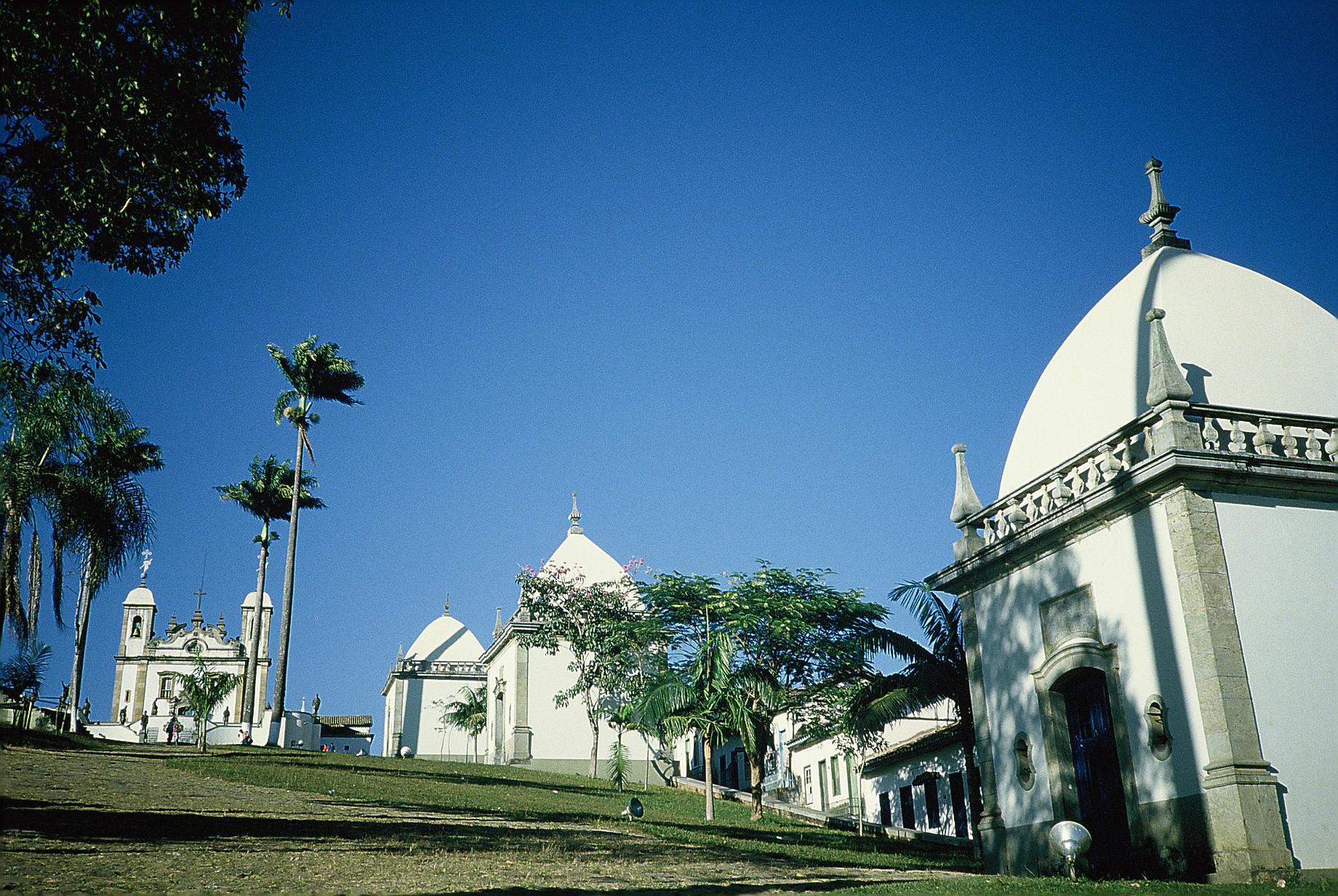
聖域内の礼拝堂

この世界遺産は世界遺産登録基準のうち、以下の条件を満たし、登録された（以下の基準は世界遺産センター公表の登録基準からの翻訳、引用である）。
- (1) 人類の創造的才能を表現する傑作。
- (4) 人類の歴史上重要な時代を例証する建築様式、建築物群、技術の集積または景観の優れた例。

座標: 南緯20度29分59秒 西経43度51分28秒 / 南緯20.49972度 西経43.85778度